# Wes Washpun
Wesley Lamar Washpun, detto Wes (Cedar Rapids, 26 marzo 1993), è un cestista statunitense, professionista in NBDL e in Europa.